# جيرالد الكسندر (لاعب كرة قدم أمريكية)
جيرالد الكسندر (بالإنجليزية: Gerald Alexander)‏ هو لاعب كرة قدم أمريكية أمريكي، ولد في 28 يونيو 1984 في رانتشو كوكامونغا في الولايات المتحدة.